# Proyecto Parque Patagonia
 Proyecto Parque Patagonia  es una película de Argentina filmada en colores dirigida por Juan Dickinson sobre su propio guion que se estrenó el 12 de noviembre de 2020.

## Sinopsis
La fundación Flora y Fauna, que se dedica a estudiar las diversas especies de arbustos y animales que habitan el país llegaron a la meseta del lago Buenos Aires, ubicado en la provincia de Santa Cruz y propugnan  la necesidad de proteger al macá tobiano, un pato oriundo de la zona que se halla en vías de extinción. Su propuesta fue la de conformar un parque nacional de 500.000 hectáreas que se uniría con otro ubicado en Chile y sería un atractivo turístico. Se le oponen pobladores de la región vinculados a la producción de lana.

## Comentarios
Adolfo C. Martínez en La Nación escribió:

”El director Juan Dickinson paseó su cámara inquieta apoyado por una excelente fotografía de Los Antiguos y de Perito Moreno, donde se desarrolla este documental, y con la presencia y las voces de quienes formaron parte de esa fundación y de dueños y capataces de varias estancias, fue descubriendo esas contradicciones entre ambas posturas que permiten una reflexión acerca de nuestra relación con el medio ambiente.”

Julieta Escat en el sitio web laprimerapiedra opinó:

” 

Proyecto Parque Patagonia pone en evidencia la disputa social que hay detrás de la constitución de un parque nacional….se ven imágenes imponentes del paisaje santacruceño, cuya paleta de colores provocaría sin dudas la envidia de cualquier artista plástico…. Posteriormente, sin embargo, empiezan a cobrar más importancia las voces de Sofía Heinonen (presidenta de la FFFA) y la de funcionarios como Javier Flores (diputado provincial de Santa Cruz) y Marcos Williams (vocero de la Federación de Instituciones Agropecuarias de Santa Cruz), por mencionar solo a algunos de los actores sociales que aparecen en el filme. Este segmento hace hincapié en contar, por un lado, cómo fueron los primeros pasos de la FFFA en el lugar, que llegó años atrás en primera medida para conservar al macá tobiano, un ave autóctona que se encuentra en peligro de extinción. Y, por otro lado, muestra las reacciones que tuvieron en aquel entonces los lugareños. El documental retrata la situación del Parque Patagonia proyectado por filántropos internacionales alrededor de la Meseta del Lago Buenos Aires, en la Provincia de Santa Cruz y también la de los productores que serían desplazados por la iniciativa.